# Alas de piel
On Leather Wings, titulado Alas de Piel en Hispanoamérica y en España, es el episodio piloto de la serie de televisión de dibujos animados Batman: la serie animada. Se estrenó por Fox el 6 de septiembre de 1992, siendo escrito por Mitch Brian y dirigida por Kevin Altieri. No solo fue el primer episodio de la serie donde apareció el villano Man-Bat, sino también fue su primera aparición en pantalla. En los cómics, Man-Bat apareció por primera vez en 1970. A pesar de que On Leather Wings fue el primer episodio en ser producido, fue el segundo en emitirse después de The Cat and the Claw Part I, que se estrenó el día anterior.

## Sinopsis
Cuando una horrible criatura murciélago aterroriza Gotham City, las autoridades concluyen que debe ser Batman e inician la búsqueda del caballero de la noche. La investigación de Batman lo lleva al laboratorio de Kirk Langstrom, que ha estado experimentando con una fórmula que le convierte en la criatura Man-Bat. Batman no sólo tiene que capturar a Man-Bat con el fin de salvar a Langstrom, sino también evitar la persecución policial y limpiar su nombre.
Sinopsis del capítulo en Big Cartoon DataBase.

## Producción
Bruce Timm afirma que quería esta serie para centrarse en «misterio, humor, drama, así como secuencias de acción de superhéroes»  y que el Man-Bat encaja perfectamente en esas categorías. En una entrevista afirma que «Man-Bat fue elegido específicamente [para el primer episodio] porque no era familiar para muchas personas fuera de los fanáticos del cómic. Nadie tenía ninguna idea preconcebida sobre él. No era como el Joker, donde se tenía que tratar con la gente esperando que sea Jack Nicholson o César Romero».

## Recepción
Lon Grahnke del diario Chicago Sun-Times le dio al episodio dos estrellas; sin embargo, a;adi[o que a su hijo de seis años dijo que el estreno fue «impresionante». Por otra parte, Jim Bullard del St. Petersburg Times (actualmente llamado Tampa Bay Times) escribió: «El episodio está extremadamente bien escrito y dibujado - una combinación inusual en los dibujos animados. El resultado es un único; el estilo, memorable».